# Німецькі переселенці

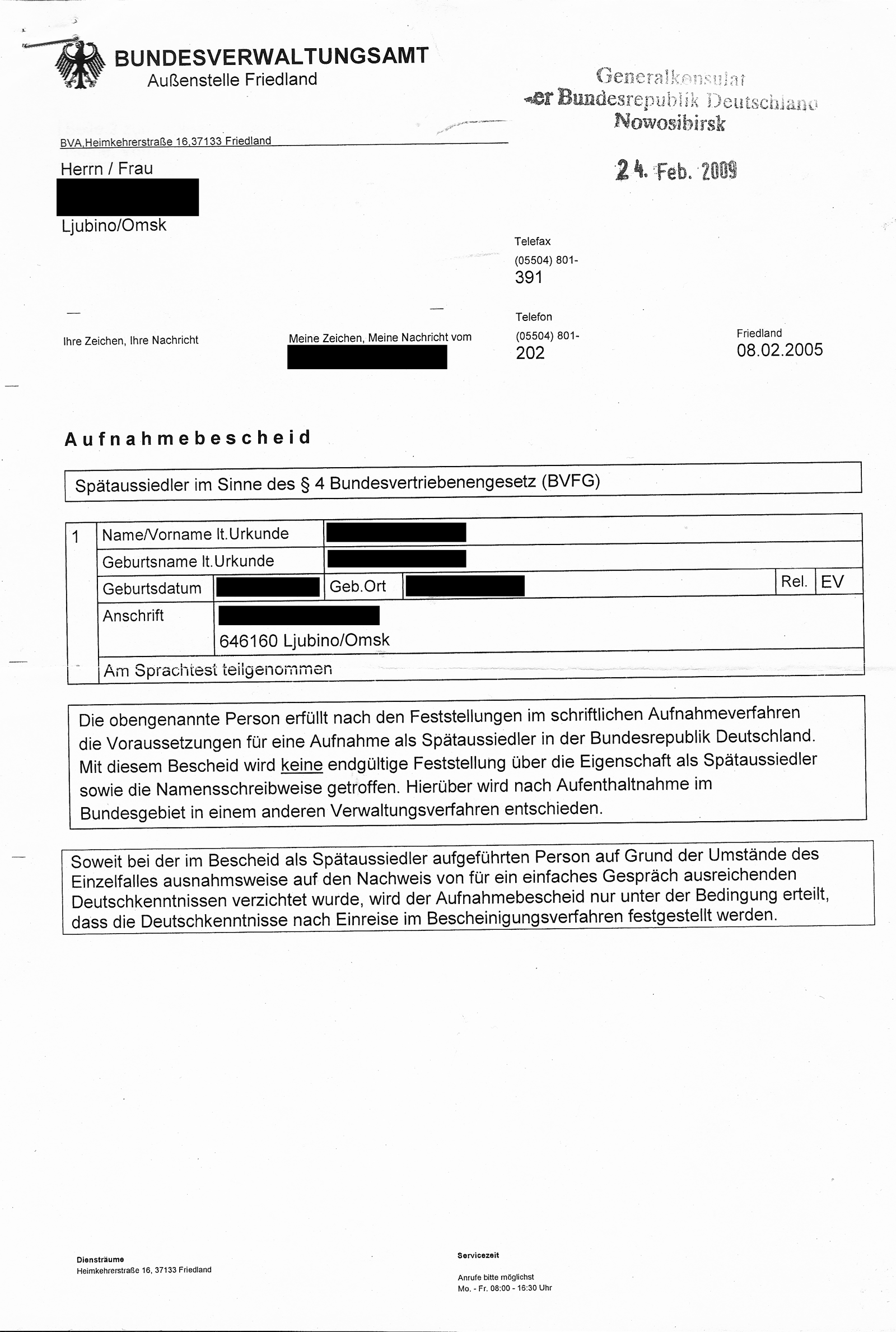
Рішення про прийняття («виклик»), видане пізньому переселенцю з селища Любинський Омської області 2005 року. Друк новосибірського консульства 2009 року свідчить про видачу візи на переселення в Німеччину.

Німецькі переселенці (офіційно: нім. Aussiedler — «переселенці»; з 1993 року — Spätaussiedler — «пізні переселенці») — особи німецької національності або німецькі громадяни, які потрапляють під дію «Закону про справи переміщених осіб і біженців», прийнятого 1953 року, а також члени їх сімей, які переселилися в Німеччину на постійне проживання в рамках процедури прийняття за цим законом. З вересня 2013 року набрали чинності нові положення, що полегшують прийняття німецьких переселенців.

## Статус переселенця (до 1993 року)
В оригінальній версії закону німецькі переселенці (етнічні німці та німецькі громадяни — «аусзідлери»), які проживаю на територіях Східної Європи, СРСР і Китаю прирівнювалися до німецьких біженців та депортованих осіб, які змушеним переселитися в ФРН під час та після Другої світової війни.

## Пізні переселенці (з 1993 року)
Рішення про присвоєння особі статусу пізнього переселенця нім. Spätaussiedler виноситься Федеральним адміністративним відомством Німеччини та передбачає ще в країні його проживання і до його фактичного переселення до Німеччини. Основою для присвоєння такого статусу є прийнятий у ФРН набутий чинності 19 травня 1953 року закон про вигнаних і біженців, який розповсюджується серед іншого і на німецьких переселенців.
Для заявки на отримання статусу пізнього переселенця необхідно направити в Федеральне адміністративне відомство Німеччини заяву на прийняття за Федеральним законом про вигнаних нім. Antrag auf Aufnahme nach dem Bundesvertriebenengesetz у чинній редакції § 4 «Федерального закону про вигнаних і біженців».
До перелічених територій відносяться: Східні області Німецької імперії, Данциг, Естонія, Латвія, Литва, країни колишнього СРСР, Польща, Чехословаччина, Угорщина, Румунія, Болгарія, Югославія, Албанія і Китай.
Особа, яка підтвердила свою приналежність до німецької національності в рамках закону, отримує «рішення про прийняття» (в просторіччі — «виклик», нім. Aufnahmebescheid) яке гарантуватиме, що при переїзді до Німеччини вона буде прийнята згідно з вищезазначеним законом.

### Процедура прийняття
Законом від 28 червня 1990 року було введено двоступенева процедура прийняття переселенців, чинна донині. Перший ступінь проходить в країні проживання претендента на статус переселенця і проводиться Федеральним адміністративним відомством Німеччини, в результаті якої заяву претендента перевіряється на відповідність закону про вигнанців і біженців. Розгляд заяви особи, що вже перебуває в Німеччині, можливий лише у виняткових випадках .
Важливою умовою присвоєння статусу є наявність негативних наслідків, які заявнику довелося випробувати у своєму житті через його німецьку національність. Для заявників з країн колишнього СРСР, такі наслідки передбачається за замовчуванням. Заявники з інших країн, а також з 2007 року і заявники з країн Балтії повинні доводити наявність після 31 грудня 1992 року таких негативних наслідків .
Другою умовою присвоєння статусу пізнього переселенця є приналежність до німецької національності відповідно до актуальної версії §6 закону про біженців та вигнанців . З 1996 року в рамках такої перевірки з претендентом на статус пізнього переселенця проводиться співбесіда (в просторіччі — «шпрахтест», нім. Sprachtest) в результаті якого перевіряється здатність кандидата вести просту розмову німецькою.

### Спільний виїзд членів сім'ї переселенця
Члени сім'ї переселенця (подружжя і прямі нащадки — діти, онуки, правнуки і т. д.), які не підтвердили свою приналежність до німецької національності в рамках закону, на певних умовах також можуть бути включені в рішення про прийняття і матимуть можливість спільного переселення в Німеччину. Умови спільного переселення членів сім'ї зазнавали значних змін у 2004 і 2013 роках.
Однак це можливо лише в разі подачі основною особою, яка одержала статус переселенця, заяви про «прикріплення» членів його сім'ї до «вирішення про прийняття» переселенця — основного заявника. Тільки при отриманні дозволу на спільний виїзд («виклик» для членів сім'ї — нім. Einbeziehungsbescheid зазначені члени сім'ї, згідно § 7 і § 8 закону про вигнаних і біженців, можуть також переселятися до Німеччини. При цьому це можливо лише разом з визнаним переселенцем. Самостійного права на переселення в Німеччину в рамках цього закону такі особи не мають.
З набранням чинності закону про міграцію 1 січня 2005 року було змінено правила прийняття членів сім'ї осіб, визнаних пізніми переселенцями. Так, видача «прикріплень» стала можлива лише тільки тим членам родини, яких пізній переселенець сам за своїм волевиявленням побажав взяти з собою в Німеччину. Крім того, ці члени сім'ї повинні довести володіння німецькою мовою на рівні A1 загальноєвропейських компетенцій володіння мовою, що може бути доведено отриманням мовного сертифіката Start Deutsch 1, що видається відділеннями Інституту імені Гете. Приєднання неповнолітніх нащадків стало можливим лише разом з батьками, а возз'єднання ненімецьких подружжів — лише в разі знаходження в шлюбі не менше 3 років. Прикріплення членів сім'ї до «виклику» має відбуватися до переселення основного заявника до Німеччини.
У разі невиконання даних умов члени сімей пізнього переселенця можуть розраховувати на переселення в Німеччину лише в рамках загальної процедури возз'єднання сімей на правах іноземців . Винятком є випадки, коли чоловік/жінка переселенців, що не відповідають вимогам до «включенню» (наприклад, які не склали тест на знання мови), виїжджають разом з переселенцем з метою спільної опіки над неповнолітньою дитиною .

### Нові положення 2013/2014
З 14 вересня 2013 року набрали чинності нові положення, що полегшують претендентам отримання статусу «пізнього переселенця» і умови «прикріплення» членів сім'ї  .
Спочатку виїзд членів сім'ї до основного «виклику» мав здійснюватися до переселення основного члена сім'ї, який отримав статус. Після цього переселення в Німеччину родичів, що залишалися в країні проживання, за деякими винятками (особливі труднощі — нім. Härtefall) ставало неможливим.
Після набуття чинності змін від 2013-го року стало можливим «приєднання» решти членів сім'ї до основного «виклику» заднім числом, якщо основний заявник, визнаний пізнім переселенцем, вже переселився до Німеччини. Відтоді всі члени сім'ї не мали переселятися разом. Загальні вимоги для включення членів сім'ї залишилися, однак, незмінними. Зокрема, члени сім'ї повинні надати мовний сертифікат, що підтверджує володіння німецькою мовою на рівні A1. Від здачі тесту звільняються тепер не тільки інваліди, як це було раніше, а й хворі особи, а також всі неповнолітні діти .
Крім того, полегшили умови прийняття власне пізніх переселенців. Претендент на статус переселенця повинен, як і раніше, показати володіння німецькою мовою на рівні простої розмови. Однак, тепер йому необов'язково доводити спілкування мовою в сім'ї. Це означає, що німецька може бути вивчена і як іноземна мова (необхідний рівень B1 ). Більш того, «шпрахтест» тепер може бути повторним, і особи, які отримали відмову в переселенні в Німеччину відповідно до чинних до 2013 року умов, отримують можливість повторної подачі заяви та перегляду справи.
У зв'язку з війною на сході України заяви від жителів конфліктних регіонів з липня 2014 року розглядаються позачергово.
У липні 2015 року Федеральний адміністративний суд Німеччини, розглянувши 11 тисяч позовів від подружжя і дітей пізніх переселенців, які прибули в Німеччину зі статусом §7 «закону про переселенців», постановив, що послаблення, які набрали чинності 2013-го, торкаються лише переселенців і членів їхніх сімей, які прибули в Німеччину після 13 вересня 2013 року. Відповідно для осіб, які прибули в Німеччину в минулі роки, закон діє в тому формулюванні, яка існувало на момент переселення. З цієї причини Федеральне адміністративне відомство Німеччини не братиме до перегляду справи осіб, які вже живуть в Німеччині, а також тих осіб, які прибули зі статусом § 7 «закону про переселенців», з проханням про присвоєння їм статусу переселенця по § 4 .

## Після прибуття в Німеччину
Після отримання «виклику» і «прикріплення» для членів сім'ї всім переселенцям необхідно отримати візу для в'їзду і перебування в ФРН. Після прибуття в ФРН проходить друга фаза процедури, яка полягає в остаточному присвоєнні статусу пізнього переселенця і видачі відповідного свідоцтва (нім. Spätaussiedlerbescheinigung) пізнього переселенця і членам його сім'ї, згідно §15 закону про вигнаних і біженців.
До 1996 року з кандидатами на статус пізнього переселенця не проводилося особистої співбесіди для встановлення ступеня володіння німецькою мовою. Рішення приймалося, виходячи з наданих в анкеті даних. Бо остаточне присвоєння статусу пізнього переселенця відбувалося вже в Німеччині, непоодинокими були випадки, коли після прибуття в приймальний табір у переселенців скасовувалися рішення про прийняття через недостатнє знання німецької мови. В цьому випадку позбавлені статусу переселенця люди повинні були повертатися в країну колишнього проживання, бо після закінчення візи перебували в Німеччині нелегально.

### Отримання громадянства ФРН
Пізні переселенці та члени їх сімей, включені в «рішення про прийняття», згідно §7 закону про вигнаних і біженців, визнаються німцями в сенсі статті 116 Конституції ФРН («статусні німці»). На підставі отриманого свідоцтва про статус переселенця, згідно §7 закону про громадянство Німеччини, дані особи автоматично отримують німецьке громадянство. При цьому від них не вимагається проходження процедури натуралізації і відмови від громадянства країни походження . До 1 серпня 1999 року переселенці формально повинні були пройти процедуру натуралізації . У разі, якщо право країни походження дозволяє, то народжені в Німеччині діти переселенців також отримують громадянство країни походження одночасно з громадянством ФРН.
Незалежно від наявності або відсутності громадянства іншої країни всі особи — громадяни ФРН — розглядаються Німеччиною як німецькі громадяни . При цьому держава, в якій переселенці проживали до переселення, може після отримання ними німецького паспорта або зберегти за ними своє громадянство (як, наприклад, Росія), або позбавити їх його (як, наприклад, Казахстан).
Інші члени сім'ї, які не відповідають умовам §7, проте задовольняють умовам §8 закону про вигнанців і біженців, не отримують після прибуття в Німеччину німецького громадянства, однак можуть розраховувати на ППЖ на правах іноземних громадян, а потім за бажанням отримати громадянство ФРН на загальних для іноземців підставах в результаті натуралізації.

### Розподіл переселенців в Німеччині
У 1989 році був прийнятий закон, що діяв до кінця 2009 року, згідно з яким новоприбулі переселенці розподілялися по території Німеччини за певними квотами (так званий «кенігштайнський ключ» — нім. Königsteiner Schlüssel ) і повинні були впродовж певного часу жити в зазначеному населеному пункті (з 2000 року цей термін становив три роки). Тільки при дотриманні переселенцями цієї вимоги вони могли розраховувати на соціальну допомогу від держави. Попри скасування цього закону, первинний розподіл по федеральним землям існує дотепер відповідно до §8 закону про вигнаних і переселенців .

## Статистика

### Загальна кількість переселенців

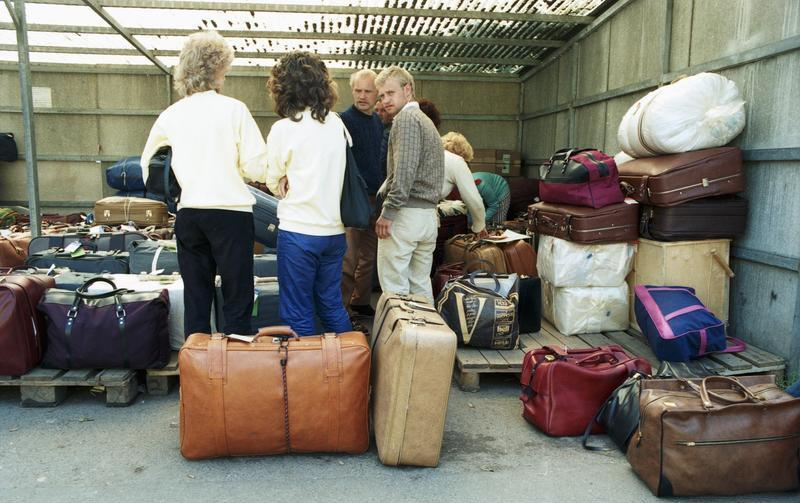
Німецькі переселенці в таборі Фрідланд, 1988

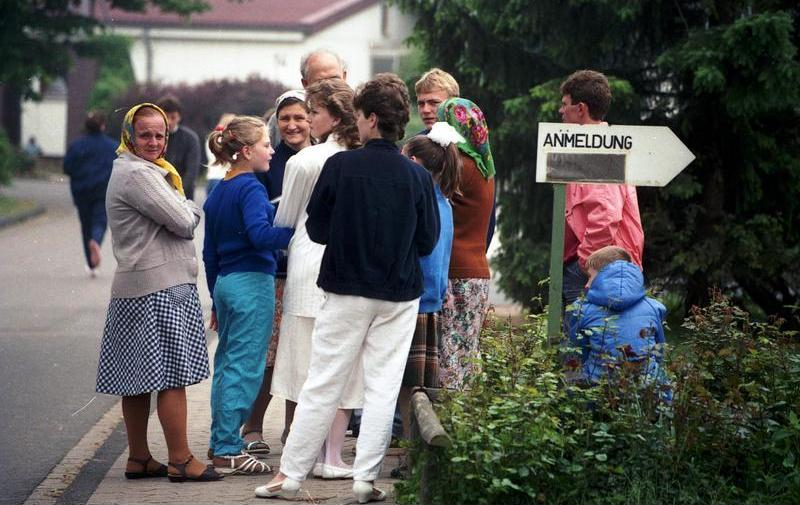
Сім'я з Таджикистану реєструється після прибуття в табір Фрідланд, 1988

З 1950 року в Німеччину прибуло понад 4,5 мільйони переселенців і пізніх переселенців. До кінця 1980-х років при цьому домінували переселенці з Польщі та Румунії, а з 1990 року основним контингентом стали переселенці з СРСР, а після його розпаду — з країн пострадянського простору .
| Період    | Всього    | в тому числі за окремими статистичними регіонах | в тому числі за окремими статистичними регіонах | в тому числі за окремими статистичними регіонах | в тому числі за окремими статистичними регіонах | в тому числі за окремими статистичними регіонах | в тому числі за окремими статистичними регіонах | в тому числі за окремими статистичними регіонах |
| Період    | Всього    | Колишній СРСР                                   | Польща                                          | Румунія                                         | Колишня Чехословаччина                          | Колишня Югославія                               | Угорщина                                        | Інші країни                                     |
| --------- | --------- | ----------------------------------------------- | ----------------------------------------------- | ----------------------------------------------- | ----------------------------------------------- | ----------------------------------------------- | ----------------------------------------------- | ----------------------------------------------- |
| 1950-1959 | 438.225   | 13.604                                          | 292.157                                         | 3.454                                           | 20.361                                          | 57.517                                          | 4.400                                           | 46.732                                          |
| 1960-1969 | 221.516   | 8.571                                           | 110.618                                         | 16.294                                          | 55.733                                          | 21.108                                          | 3.815                                           | 5.377                                           |
| 1970-1979 | 355.381   | 56.583                                          | 202.718                                         | 71.417                                          | 12.278                                          | 6.205                                           | 3.757                                           | 2.423                                           |
| 1980-1989 | 984.087   | 176.565                                         | 632.803                                         | 151.161                                         | 12.727                                          | 3.282                                           | 6.622                                           | 927                                             |
| 1990-1999 | 2.029.176 | 1.630.107                                       | 204.078                                         | 186.354                                         | 3.452                                           | 2.222                                           | 2.802                                           | 161                                             |
| 2000-2009 | 474.276   | 469.906                                         | 2.701                                           | 1.535                                           | 69                                              | 36                                              | 23                                              | 6                                               |
| 2010-2015 | 20.509    | 20.266                                          | 126                                             | 108                                             | 7                                               | 0                                               | 0                                               | 2                                               |
| 2016-2020 | 32.237    | 32.178                                          | 37                                              | 19                                              | 2                                               | 0                                               | 0                                               | 1                                               |
| Разом     | 4.555.407 | 2.407.780                                       | 1.445.238                                       | 430.342                                         | 104.629                                         | 90.370                                          | 21.419                                          | 55.629                                          |

За даними федерального статистичного бюро Німеччини, на 2011 рік в країні проживало 3,2 мільйони переселенців і членів їхніх сімей . Це число складало 71% від загального числа осіб (4,5 мільйони), які прибули з 1950-х років в Німеччину в статусі переселенця або пізнього переселенця. Майже три чверті всіх переселенців проживають в чотирьох федеральних землях: Баварії, Північному Рейні-Вестфалії, Баден-Вюртемберзі та Нижній Саксонії. У нових землях (без урахування Берліна) проживає всього близько 5% переселенців і членів їхніх сімей .

### Статистика за країною походження після 1990 року
У період 1990-2011 років в Німеччину прибуло 2 507 950 осіб як «німецькі переселенці», більшість з яких залишилося жити в ФРН. Більш ніж половина переселенців, які живуть сьогодні в Німеччині, складають вихідці з країн колишнього СРСР (1,45 мільйона осіб), в тому числі з Росії (612 тисяч) і Казахстану (575 тисяч). Крім того, велика кількість переселенців в Німеччині прибула з Польщі (579 тисяч) і Румунії (213 тисяч) .
Слід зазначити, що якщо в 1990 році переселенці з Польщі та Румунії становили відповідно 33,7% і 28% всіх німецьких переселенців, то в вже у 2000 році вони разом склали не більше 1,1% від усіх переселенців. Найбільший відсоток німецькі переселенці з Польщі та Румунії становили з 1985 по 1989 роки . З 1990 року значно зріс потік переселенців з країн колишнього СРСР. Так, їхнє число зросло з 37,3% в 1990 році до 94,7% в 1993 році. З 1994 року число німецьких переселенців з країн колишнього СРСР не падає нижче 95%. Всього ж в період з 1990 по 2011 роки в Німеччину як переселенці прибуло 926 367 осіб з Казахстану, 699 395 осіб з Росії, 206 846 осіб з Польщі, 187 925 осіб з Румунії, 73 807 осіб з Киргизстану, 41 198 осіб з України. Серед 2148 новоприбулих у 2011 році до Німеччини переселенців 36,5% становили особи молодше 24 років, 33,2% - особи 25-44 років .
У наступній таблиці наводяться офіційні дані Федерального адміністративного відомства про кількість німецьких переселенців, які прибули в Німеччину з 1990 року, і членів їх сімей (тобто всіх осіб, врахованих за параграфами 4, 7 і 8). Статистика вказана за країнами походження переселенців  . Дані за 2018 рік представлено станом на кінець квітня. До 2008 року докладна статистика за деякими країнама колишнього СРСР окремо не представлена.
| Рік  | Загальна кількість | у тому числі окремо за країнами | у тому числі окремо за країнами | у тому числі окремо за країнами | у тому числі окремо за країнами | у тому числі окремо за країнами | у тому числі окремо за країнами | у тому числі окремо за країнами | у тому числі окремо за країнами | у тому числі окремо за країнами | у тому числі окремо за країнами | у тому числі окремо за країнами | у тому числі окремо за країнами | у тому числі окремо за країнами | у тому числі окремо за країнами | у тому числі окремо за країнами | у тому числі окремо за країнами | у тому числі окремо за країнами | у тому числі окремо за країнами |
| Рік  | Загальна кількість | Країни колишнього СРСР          | Країни колишнього СРСР          | Країни колишнього СРСР          | Країни колишнього СРСР          | Країни колишнього СРСР          | Країни колишнього СРСР          | Країни колишнього СРСР          | Країни колишнього СРСР          | Країни колишнього СРСР          | Країни колишнього СРСР          | Країни колишнього СРСР          | Країни колишнього СРСР          | Країни колишнього СРСР          | Країни колишнього СРСР          | Країни колишнього СРСР          | Польща                          | Румунія                         | Інші країни*                    |
| Рік  | Загальна кількість | RUS                             | UKR                             | BLR                             | MDA                             | EST                             | LVA                             | LTU                             | ARM                             | AZE                             | GEO                             | KAZ                             | KGZ                             | TJK                             | TKM                             | UZB                             | Польща                          | Румунія                         | Інші країни*                    |
| ---- | ------------------ | ------------------------------- | ------------------------------- | ------------------------------- | ------------------------------- | ------------------------------- | ------------------------------- | ------------------------------- | ------------------------------- | ------------------------------- | ------------------------------- | ------------------------------- | ------------------------------- | ------------------------------- | ------------------------------- | ------------------------------- | ------------------------------- | ------------------------------- | ------------------------------- |
| 1990 | 397.073            | 147.950                         | 147.950                         | 147.950                         | 147.950                         | 147.950                         | 147.950                         | 147.950                         | 147.950                         | 147.950                         | 147.950                         | 147.950                         | 147.950                         | 147.950                         | 147.950                         | 147.950                         | 133.872                         | 111.150                         | 4.101                           |
| 1991 | 221.995            | 147.333                         | 147.333                         | 147.333                         | 147.333                         | 147.333                         | 147.333                         | 147.333                         | 147.333                         | 147.333                         | 147.333                         | 147.333                         | 147.333                         | 147.333                         | 147.333                         | 147.333                         | 40.131                          | 32.184                          | 2.347                           |
| 1992 | 230.565            | 55.882                          | 2.700                           |                                 |                                 |                                 |                                 |                                 |                                 |                                 |                                 | 114.426                         | 12.620                          | 3.305                           |                                 | 3.946                           | 17.749                          | 16.154                          | 3.783                           |
| 1993 | 218.888            | 67.365                          | 2.711                           |                                 |                                 |                                 |                                 |                                 |                                 |                                 |                                 | 113.288                         | 12.373                          | 4.801                           |                                 | 3.882                           | 5.431                           | 5.811                           | 3.226                           |
| 1994 | 222.591            | 68.397                          | 3.139                           |                                 |                                 |                                 |                                 |                                 |                                 |                                 |                                 | 121.517                         | 10.847                          | 2.804                           |                                 | 3.757                           | 2.440                           | 6.615                           | 3.075                           |
| 1995 | 217.898            | 71.685                          | 3.650                           |                                 |                                 |                                 |                                 |                                 |                                 |                                 |                                 | 117.148                         | 8.858                           | 1.834                           |                                 | 3.468                           | 1.677                           | 6.519                           | 3.059                           |
| 1996 | 177.751            | 63.311                          | 3.460                           |                                 |                                 |                                 |                                 |                                 |                                 |                                 |                                 | 92.125                          | 7.467                           | 870                             |                                 | 2.797                           | 1.175                           | 4.284                           | 2.262                           |
| 1997 | 134.419            | 47.055                          | 3.153                           |                                 |                                 |                                 |                                 |                                 |                                 |                                 |                                 | 73.967                          | 4.010                           | 415                             |                                 | 1.885                           | 687                             | 1.777                           | 1.470                           |
| 1998 | 103.080            | 41.054                          | 2.983                           |                                 |                                 |                                 |                                 |                                 |                                 |                                 |                                 | 51.132                          | 3.253                           | 203                             |                                 | 1.528                           | 488                             | 1.005                           | 1.434                           |
| 1999 | 104.916            | 45.951                          | 2.762                           |                                 |                                 |                                 |                                 |                                 |                                 |                                 |                                 | 49.391                          | 2.742                           | 112                             |                                 | 1.193                           | 428                             | 855                             | 1.482                           |
| 2000 | 95.615             | 41.478                          | 2.773                           |                                 |                                 |                                 |                                 |                                 |                                 |                                 |                                 | 45.657                          | 2.317                           | 62                              |                                 | 920                             | 484                             | 547                             | 1.377                           |
| 2001 | 98.484             | 43.885                          | 3.176                           |                                 |                                 |                                 |                                 |                                 |                                 |                                 |                                 | 46.178                          | 2.020                           | 56                              |                                 | 990                             | 623                             | 380                             | 1.176                           |
| 2002 | 91.416             | 44.493                          | 3.179                           |                                 |                                 |                                 |                                 |                                 |                                 |                                 |                                 | 38.653                          | 2.047                           | 32                              |                                 | 844                             | 553                             | 256                             | 1.359                           |
| 2003 | 72.885             | 39.404                          | 2.711                           |                                 |                                 |                                 |                                 |                                 |                                 |                                 |                                 | 26.391                          | 2.040                           | 26                              |                                 | 714                             | 444                             | 137                             | 1.018                           |
| 2004 | 59.093             | 33.358                          | 2.299                           |                                 |                                 |                                 |                                 |                                 |                                 |                                 |                                 | 19.828                          | 1.634                           | 27                              |                                 | 646                             | 278                             | 76                              | 947                             |
| 2005 | 35.522             | 21.113                          | 1.306                           |                                 |                                 |                                 |                                 |                                 |                                 |                                 |                                 | 11.206                          | 840                             | 15                              |                                 | 307                             | 80                              | 39                              | 616                             |
| 2006 | 7.747              | 5.189                           | 314                             |                                 |                                 |                                 |                                 |                                 |                                 |                                 |                                 | 1.760                           | 183                             | 6                               |                                 | 62                              | 80                              | 40                              | 113                             |
| 2007 | 5.792              | 3.735                           | 244                             |                                 |                                 |                                 |                                 |                                 |                                 |                                 |                                 | 1.279                           | 211                             | 10                              |                                 | 96                              | 70                              | 21                              | 126                             |
| 2008 | 4.362              | 2.682                           | 216                             | 41                              | 39                              | 3                               | 5                               | 9                               | 6                               | 10                              | 0                               | 1.025                           | 124                             | 11                              | 9                               | 121                             | 44                              | 16                              | 1                               |
| 2009 | 3.360              | 1.935                           | 266                             | 10                              | 18                              | 12                              | 2                               | 16                              | 19                              | 0                               | 15                              | 836                             | 115                             | 2                               | 2                               | 44                              | 45                              | 23                              | 0                               |
| 2010 | 2.350              | 1.462                           | 160                             | 18                              | 17                              | 7                               | 2                               | 3                               | 0                               | 0                               | 3                               | 508                             | 95                              | 6                               | 4                               | 12                              | 34                              | 15                              | 4                               |
| 2011 | 2.148              | 1.257                           | 90                              | 16                              | 1                               | 3                               | 10                              | 6                               | 10                              | 1                               | 0                               | 616                             | 65                              | 8                               | 0                               | 9                               | 33                              | 21                              | 2                               |
| 2012 | 1.817              | 1.119                           | 118                             | 3                               | 0                               | 1                               | 8                               | 0                               | 2                               | 0                               | 5                               | 422                             | 97                              | 0                               | 1                               | 6                               | 12                              | 22                              | 1                               |
| 2013 | 2.427              | 1.307                           | 159                             | 24                              | 12                              | 0                               | 1                               | 6                               | 4                               | 3                               | 0                               | 785                             | 59                              | 10                              | 4                               | 12                              | 11                              | 30                              | 0                               |
| 2014 | 5.649              | 2.708                           | 532                             | 42                              | 34                              | 4                               | 3                               | 5                               | 27                              | 6                               | 15                              | 2.069                           | 120                             | 4                               | 1                               | 47                              | 23                              | 9                               | 0                               |
| 2015 | 6.118              | 2.760                           | 926                             | 80                              | 45                              | 0                               | 7                               | 0                               | 27                              | 1                               | 14                              | 1.988                           | 144                             | 9                               | 15                              | 80                              | 13                              | 7                               | 2                               |
| 2016 | 6.588              | 3.035                           | 719                             | 133                             | 63                              | 0                               | 1                               | 9                               | 19                              | 12                              | 32                              | 2.332                           | 137                             | 13                              | 14                              | 53                              | 9                               | 7                               | 0                               |
| 2017 | 7.059              | 3.116                           | 795                             | 124                             | 92                              | 0                               | 4                               | 3                               | 16                              | 3                               | 39                              | 2.690                           | 91                              | 12                              | 5                               | 53                              | 11                              | 4                               | 1                               |
| 2018 | 7.126              | 3.496                           | 873                             | 109                             | 86                              | 0                               | 0                               | 1                               | 16                              | 14                              | 22                              | 2.292                           | 120                             | 4                               | 22                              | 57                              | 10                              | 2                               | 2                               |
| 2019 | 7.155              | 3.424                           | 669                             | 144                             | 55                              | 0                               | 0                               | 0                               | 9                               | 18                              | 17                              | 2.597                           | 128                             | 1                               | 26                              | 61                              | 2                               | 3                               | 0                               |
| 2020 | 4.309              | 2.088                           | 296                             | 101                             | 16                              | 0                               | 0                               | 0                               | 0                               | 4                               | 8                               | 1.683                           | 70                              | 0                               | 0                               | 36                              | 4                               | 3                               | 0                               |

* До «інших країн» в статистиці відносяться держави на території колишніх Югославії та Чехословаччини, а також Албанія, Угорщина, Болгарія і Китай.

### Тенденції в зміні числа переселенців
У 1990 році спостерігався пік переселення німців до Німеччини. Цього року зі статусом переселенця в країну прибуло 397 073 осіб. У наступні роки став спостерігатися повільний, але постійний спад числа переселенців. У 2000 році число переселенців вперше не досягло і 100 тисяч осіб. У 2011 році до Німеччини переселилося лише 2148 осіб, що склало найменший показник за всю історію прийняття німців за програмою переселенців з моменту її відкриття в 1950 році . З 1999 року також спостерігається і падіння числа заяв про прийняття до Німеччини за програмою переселенців. У 2010 році було подано лише 3908 заяв, тоді як у 2004 їх число становило 34600 і в 1999 році — 117000. Всього ж з 1990 по 2010 роки було подано 2,77 мільйони заяв про переселення .
Федеральне відомство у справах міграції та біженців вказує кілька причин зниження потоку німецьких переселенців в Німеччину. Серед них можна виділити наступні: зниження людського потенціалу (число потенційних переселенців просто вичерпалося); зміна умов прийому переселенців (наприклад, введення мовного тесту «відсіває» частину кандидатів); зникнення причин, що сприяють еміграції німців з країн походження.
Однак з 2013 року знову спостерігається нове постійне збільшення числа переселенців. Такий стан пояснюється як прийняттям у 2013 році поправок до закону про переселенців, що полегшують умови прийняття та дають можливість переселитися в Німеччину особам, яким раніше в цьому було відмовлено, так і нестабільними політичними обставинами, в тому числі з війною на Донбасі та анексією Криму  .